# Trois petites liturgies de la présence divine
Trois petites liturgies de la présence divine (en español, Tres pequeñas liturgias de la presencia divina) es una obra de Olivier Messiaen para coro de mujeres, piano solo, ondes Martenot, y orquesta (sin vientos), en tres movimientos. El libreto de la obra fue escrito por el propio Messiaen.

## Composición y estreno
Trois petites liturgies fue encargado por Denise Tual para los Concierts de la Pléiade en París y fue compuesto durante la Segunda Guerra Mundial, entre el 15 de noviembre de 1943, y el 15 de marzo de 1944. Messiaen originalmente concibió la obra como una obra para dos pianos, ya que había alcanzado el éxito en ese formato previamente con Visions de l'amen. Las palabras cantadas evocan la presencia de Dios en sí mismo y en todas las cosas, como indica el título. Según Messiaen, cada movimiento describe una faceta diferente de la presencia de Dios:
La idea principal es la presencia divina, con cada sección dedicada a un tipo diferente de presencia. La primera sección, Antienne de la conversación intérieure (Antífona de la conversación interior) está dedicado al Dios que está presente dentro de nosotros; la segunda sección, Sequence du verbe, cantique divin (Secuencia de la palabra, canción divina) está dedicado al Dios que está presente en sí mismo; y la tercera sección, Psalmodie de l'ubiquité par amour (Salmodia de la ubicuidad del amor) se refiere al Dios que está presente en todas las cosas. Estas ideas inexpresables no se expresan, sino que van acompañados de un deslumbrante despliegue de color.

La obra se estrenó durante los Conciertos de la Pléiade en el Ancien Conservatoire el 21 de abril de 1945, por Ginette Martenot (ondes Martenot), Yvonne Loriod (piano), Coro Yvonne Gouverné y la Orquesta de la Sociedad de los Conciertos del Conservatorio, bajo la dirección de Roger Désormière.
El estreno fue un éxito. Entre el público se encontraban Arthur Honegger, Georges Auric, Francis Poulenc, Henri Sauguet, Roland-Manuel, André Jolivet, Claude Delvincourt, Lazare Lévy, Daniel-Lesur, Irène Joachim, Maurice Gendron, Jean Wiener, Georges Braque, Paul Eluard, Pierre Reverdy, Pierre Boulez, Serge Nigg, y Pierre Henry. Aunque la obra fue muy bien recibida por el público, los críticos reaccionaron con dureza. La obra provocó una polémica en la que llegó a ser conocida como la «bataille des liturgies». Los dos principales puntos de discusión fueron «la calidad y la pertinencia de los comentarios de Messiaen» y el uso de «sonidos inusuales» para expresar los temas religiosos. Claude Rostand reaccionó con particular vehemencia, al describir la obra como «una obra de oropel, de falsa magnificencia y pseudo-misticismo, con esta obra de uñas sucias y manos sudorosas, con tez hinchada y la gordura insalubre, repleta de sustancias nocivas, mirando con ansiedad como un ángel usando lápiz labial». A pesar de esto, la opinión crítica actual la juzga como una de las obras más logradas de Messiaen, si bien poco exigente, todavía arraigada en la tonalidad, pero premonitoria de posteriores experimentos con el canto de los pájaros, los ritmos hindúes y el canto llano.

## Movimientos
1. Antienne de la conversación intérieure (Antífona de la conversación interior)
A-B-a (forma ternaria)
2. Séquence du verbe, cantique divin (Secuencia de la palabra, la canción divina)
Formulario estrófico con variaciones, con refranes y coplas alternando continuamente
3. Psalmodie de l'ubiquité par amour (Salmodia de la ubicuidad del amor)
A-B-A

La pieza dura aproximadamente treinta y cinco minutos.

## Instrumentación
- Piano
- Ondas Martenot
- 36 voces femeninas
- Conjunto de percusión (vibráfono, celesta, platillos, gong, y maracas)
- Cuerdas (8 violines primeros, 8 violines segundos, 6 violas, 6 violonchelos, y 4 contrabajos)